# Herajärvi (sjö i Norra Karelen)
Herajärvi är en sjö i Finland. Den ligger i kommunen Kontiolax i landskapet Norra Karelen, i den sydöstra delen av landet, 400 km nordost om huvudstaden Helsingfors. Herajärvi ligger 100 meter över havet. I omgivningarna runt Herajärvi växer i huvudsak blandskog. Den är 36,1 meter djup. Arean är 8,83 kvadratkilometer och strandlinjen är 68,46 kilometer lång. Sjön  ingår i Vuoksens huvudavrinningsområde. 
Många av sjöns öar återfinns i kategori:Öar i Herajärvi, Norra Karelen.